# لوئیس نتلتون
لوئیس نتلتون (انگلیسی: Lois Nettleton; ۱۶ اوت ۱۹۲۷ – ۱۸ ژانویهٔ ۲۰۰۸) یک هنرپیشه اهل ایالات متحده آمریکا بود. وی بین سال‌های ۱۹۴۹ تا ۲۰۰۸ میلادی فعالیت می‌کرد.
او در فیلم طنین یک تابستان و آینه، آینه ۲ بازی کرده‌است.